# Niels Krag (gehejmeråd)
 Der er flere personer med dette navn, se Niels Krag (flertydig).
Niels Krag (22. august 1653 – 22. februar 1713) var en dansk gehejmeråd.
Han var søn af Otte Krag, var ved sin faders død kun tretten år gammel, hvorfor hans morbroder Oluf baron Rosenkrantz tog sig af hans fortsatte undervisning og opdragelse, i hvilken anledning han opsatte en skriftlig betænkning om, hvilke studier der forekom ham bedst at "tjene til den Profession, som hans Stand vedkommer", nemlig statstjenesten, til hvilken Krag også søgte at uddanne sig ved en udenlandsrejse (1672). 1680 finder vi ham som kammerjunker, året efter blev han etatsråd og 1686 justitsråd, 1693 fik han Det hvide Bånd og 1696 på sin svigerfaders indstændige begæring, som Christian V selv siger gehejmeråds titel. Svigerfaderen var Niels Juel, hvis ældste batter Sophie (død 5. oktober 1722) han 8. februar 1682 havde ægtet og derved forøget sine godser Voldbjerg og Løjtved med Totterupholm (nu Rosendal). Ved sin moders død (1688) blev han endvidere ejer af Skjoldemose, Flintholm og Egeskov. Det var formodentlig denne hans egenskab som stor godsejer, der i begyndelsen af Frederik IV's regering skaffede ham sæde i den kommission, der skulle udtale sig om kongens forslag til vornedskabets ophævelse. Han ses desuden at have fungeret som deputeret i Politiretten, og 1710 blev han 1. deputeret for finanserne, i hvilket embede han døde 22. februar 1713.
Han er begravet i Roskilde Domkirke.
Krag er malet som barn sammen med moderen af Michael van Haven 1656 (Gjessinggård), herefter kopi af Per Kraft den ældre (Gavnø). Maleri, formentlig af Benoît Le Coffre (Egeskov).